# Departamento Realicó

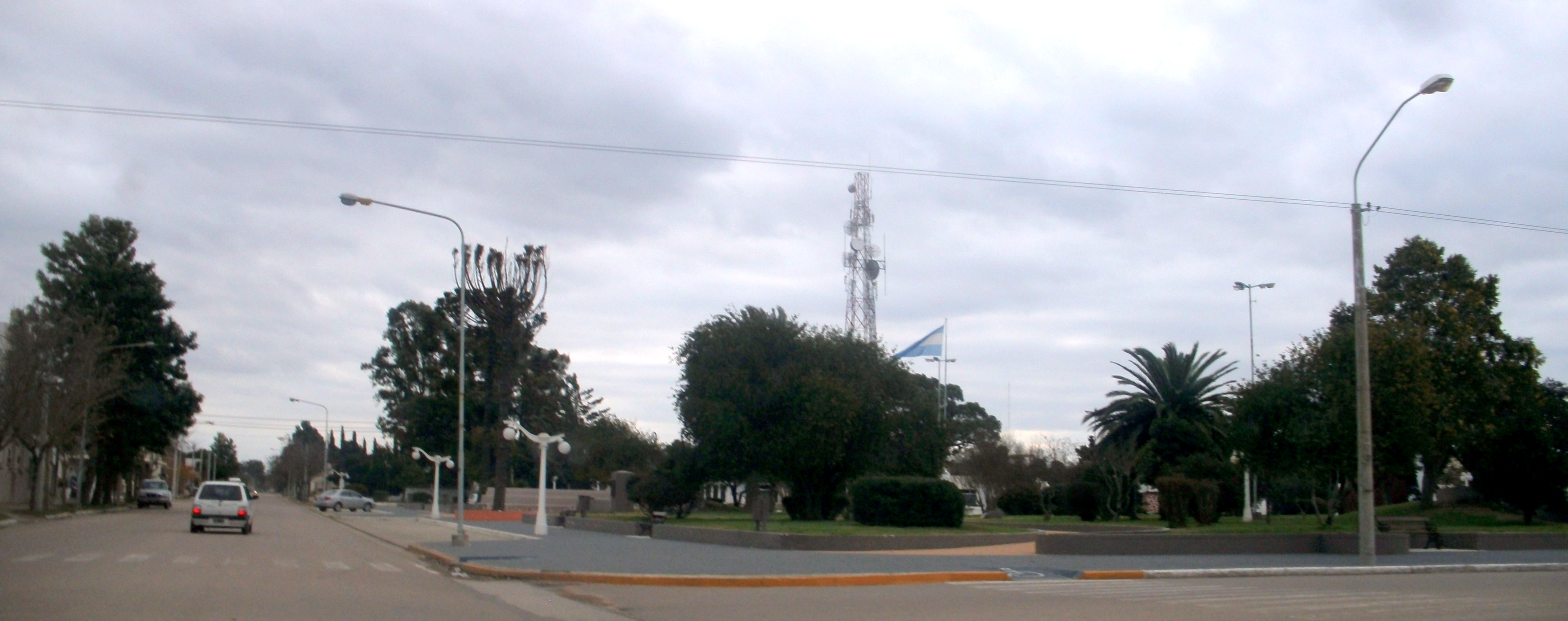
Plaza principal de Realicó.

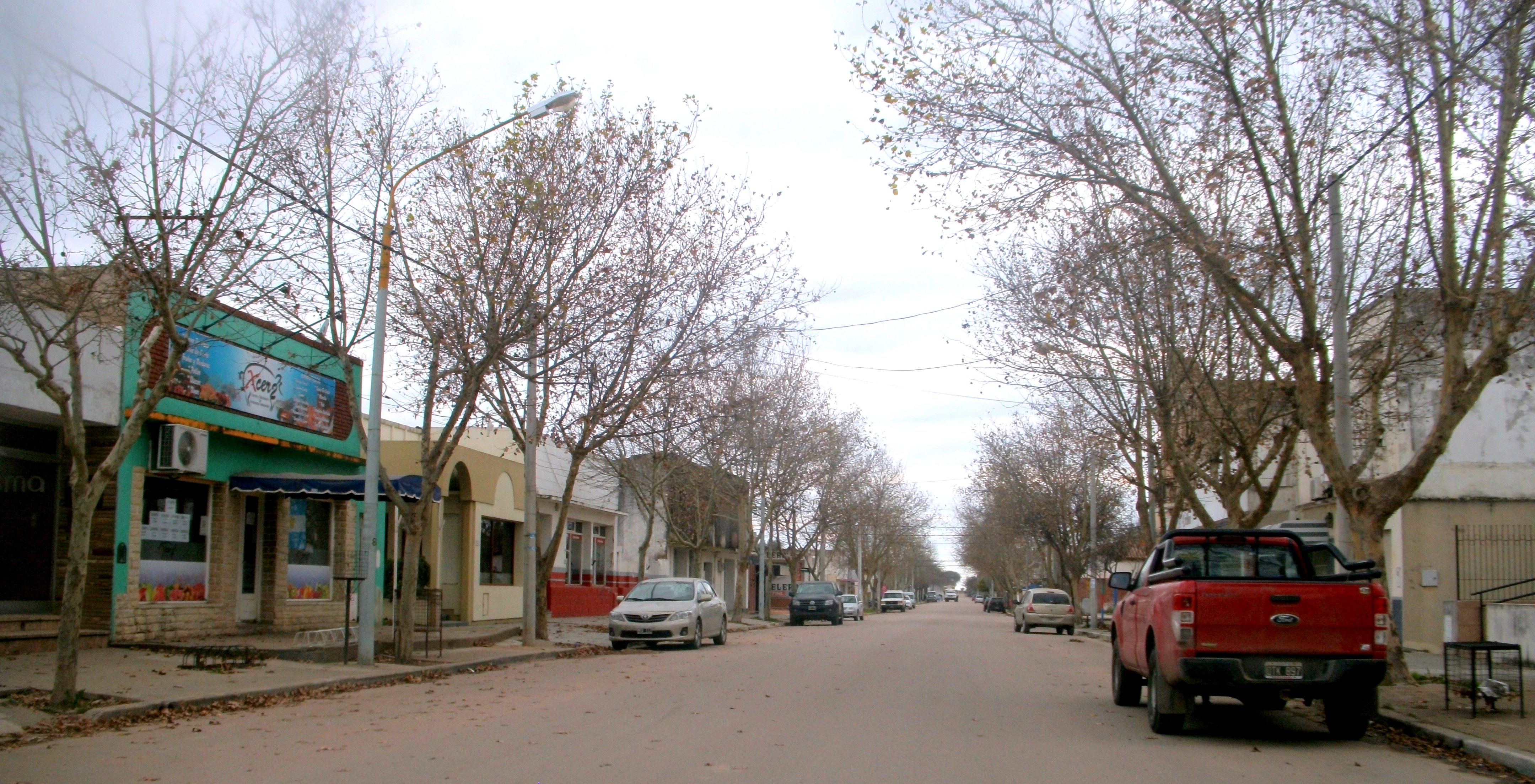
Calles típicas del Realicó.

Realicó es un departamento en la provincia de La Pampa en Argentina. Además, Realicó es la población cabecera de dicho departamento, la cual fue fundada el 2 de marzo de 1907 por Tomás Leopoldo Mullally. Enclavada en la llanura pampeana, esta localidad basa su economía en la agricultura y ganadería.

## Gobiernos locales
Su territorio se divide entre:
- Municipio de Realicó
- Municipio de Alta Italia (parte de su zona rural está en el departamento Trenel)
- Municipio de Embajador Martini (parte de su zona rural está en el departamento Trenel)
- Municipio de Ingeniero Luiggi (parte de su zona rural está en los departamentos Rancul y Trenel)
- Comisión de fomento de Adolfo Van Praet
- Comisión de fomento de Falucho
- Comisión de fomento de Maisonnave
- Zona rural del municipio de Vértiz (el resto se extiende por los departamentos Maracó, Chapaleufú y Trenel)
- Zona rural del municipio de Parera (el resto se extiende en el departamento Rancul)

## Población
El departamento contó con 17 470 habitantes (Indec, 2022), lo que representó un incremento del 7.7% frente a los 16 227 habitantes (Indec, 2010) del censo anterior.  Esta cifra posicionó al departamento en la tercera colocación de mayor densidad poblacional en la provincia.